# 포드 센터
포드 센터(Ford Center)는 미국 인디애나주 에번즈빌에 위치한 실내 경기장이다. 과거 ECHL 에번즈빌 아이스멘의 홈경기장으로 사용하고 했으면, 현재 SPHL 에번즈빌 선더볼츠의 홈경기장으로 사용하고
있다.